# .ma
.ma es el dominio de nivel superior geográfico (ccTLD) para Marruecos.